# Eusynstyela gravei
Eusynstyela gravei är en sjöpungsart som först beskrevs av Van Name 1931.  Eusynstyela gravei ingår i släktet Eusynstyela och familjen Styelidae. Inga underarter finns listade i Catalogue of Life.